# Lycium acutifolium
Lycium acutifolium ist eine Pflanzenart aus der Gattung der Bocksdorne (Lycium) in der Familie der Nachtschattengewächse (Solanaceae).

## Beschreibung
Lycium acutifolium ist ein 1,5 bis 3 m hoher, aufrecht oder manchmal kletternd oder niederliegend wachsender Strauch. Die Laubblätter sind unbehaart, 10 bis 23 mm lang und 3 bis 7 mm breit.
Die Blüten sind zwittrig und fünfzählig. Der Kelch ist glockenförmig und unbehaart. Die Kelchröhre ist 2 bis 3 mm lang und mit 0,5 bis 0,8 mm langen Kelchzipfeln besetzt. Die Krone ist halb-eiförmig und gespreizt, sie ist creme-weiß gefärbt, die Aderung ist violett. Die Kronröhre erreicht eine Länge von 7 bis 8 mm, die Kronlappen werden 2 bis 3,5 mm lang. Die Basis der Staubfäden ist behaart.
Die Frucht ist eine eiförmige oder langgestreckt eiförmige, rote Beere, die eine Länge von 6 bis 8 mm und eine Breite von 4 bis 5 mm erreicht.

## Vorkommen
Die Art ist auf dem Afrikanischen Kontinent verbreitet und kommt dort in Südafrika in den Provinzen Ostkap und KwaZulu-Natal sowie in Mosambik vor.

## Systematik
Innerhalb der Bocksdorne (Lycium) wird die Art nach phylogenetischen Untersuchungen in eine Klade mit anderen altweltlichen Arten der Gattung gruppiert. Innerhalb dieser Klade ist die Art nahe verwandt mit den Arten Lycium eenii, Lycium shawii, Lycium schweinfurthii, Lycium bosciifolium, Lycium hirsutum und Lycium villosum.

## Belege
- J.S. Miller und R.A. Levin: Lycium acutifolium. In: Project Lycieae
- Rachel A. Levin et al.: Evolutionary Relationships in Tribe Lycieae (Solanaceae). In: D.M. Spooner, L. Bohs, J. Giovannoni, R.G. Olmstead und D. Shibata (Hrsg.): Solanaceae VI: Genomics meets biodiversity. Proceedings of the Sixth International Solanaceae Conference, ISHS Acta Horticulturae 745, Juni 2007. ISBN 978-90-6605-427-1. S. 225–239.